# Merari Siregar
Merari Siregar (ur. 13 lipca 1896 w Sipirok, zm. 23 kwietnia 1940 w Kalianget) – indonezyjski pisarz.
W 1920 r. ukazała się jego pierwsza powieść pt. Azab dan Sengsara, poświęcona problematyce wymuszonego małżeństwa. Wydanie tej powieści jest uznawane za moment narodzin współczesnej literatury indonezyjskiej. Stworzył także Si Jamin dan Si Johan – adaptację powieści Jan Smees autorstwa Justusa van Maurika.